# Système de systèmes
 (avril 2022).
Si vous disposez d'ouvrages ou d'articles de référence ou si vous connaissez des sites web de qualité traitant du thème abordé ici, merci de compléter l'article en donnant les références utiles à sa vérifiabilité et en les liant à la section « Notes et références ».
Un système de systèmes est un système constitué de systèmes constituants hétérogènes. Un système de système a des capacités plus grandes que la somme des fonctions de ses systèmes constituants.

## Caractéristiques
Un système de système se caractérise par:
- Une indépendance opérationnelle de ses systèmes constituants
- Une indépendance managériale de ses systèmes
- Une distribution géographique marquée de ses systèmes constituants
- Un processus de développement incrémental
- La présence de comportements émergeant

## Exemples de systèmes de systèmes
- Un système de contrôle du trafic aérien